# Живая радуга
«Живая радуга» — советский детский фильм 1982 года режиссёра Натальи Бондарчук по мотивам рассказа Николая Носова «Весёлая семейка».

## Сюжет
О первоклашках Мише и Кате, которые, после того как под колёсами автомобиля погибает их любимая утка-наседка Чернушка, решают спасти будущих утят и сооружают инкубатор.

## В ролях
- Рома Генералов — Мишка
- Катя Лычёва — Катя
- Лиза Волкова — Майя
- Наталья Бондарчук — Мария Сергеевна, учительница природоведения
- Инна Макарова — Людмила Петровна, зоотехник
- Николай Бурляев — Николай Иванович, отец Миши
- Алёна Бондарчук — мама Миши
- Стефания Станюта — бабушка Миши
- Арнис Лицитис — шофёр МАЗа

## Критика
Верное понимание того, что ребёнок — это будущий гражданин, позволило Н. Бондарчук в фильме «Живая радуга» интересно и содержательно рассказать детям о природе и об их ответственности перед ней.— Необыкновенные годы: страницы истории детского кино / Кира Константиновна Парамонова. — Серебряные Нити, 2005. — 254 с. — стр. 93